# Srđan Verbić
Srđan Verbić (en serbe cyrillique : Срђан Вербић ; né le 27 mai 1970 à Gornji Milanovac) est un physicien serbe. Sans étiquette, le 27 avril 2014, il est élu ministre de l'Éducation, de la Science et du Développement technologique dans le gouvernement d'Aleksandar Vučić,.

## Études et carrière professionnelle
Srđan Verbić naît en 1970 à Gornji Milanovac. Pendant ses études secondaires, il participe au premier programme du centre scientifique de Petnica et au concours fédéral « La Science pour la jeunesse » (en serbe : Nauka mladima) ; il obtient une bourse de l'Académie serbe des sciences et des arts et du Fonds de la République pour les talents ; en 1986, il reçoit le prix d'octobre de la ville de Belgrade pour la meilleure contribution d'un élève de l'enseignement secondaire en astronomie.
Verbić suit les cours de la faculté de physique de l'université de Belgrade et y obtient un diplôme en physique théorique puis il gère le programme de physique du Centre de Petnica. En 2001, à l'université de Belgrade, il soutient un master dans le domaine de l'intelligence artificielle puis, en 2014, une thèse de doctorat portant sur l'évaluation des tests de connaissance,.
Parallèlement, à partir de 2003, il participe à une étude internationale sur les résultats des élèves dans le cadre du programme PISA et, à partir de 2005, il travaille à l'Institut pour la qualité de l'éducation (Zavod za vrednovanje kvaliteta obrazovanja), d'abord comme consultant et coordinateur dans le domaine des sciences de la nature puis comme chef du Centre des examens,.

## Ministre de l'Éducation
Après une crise gouvernementale et un remaniement ministériel, le 29 janvier 2014, Tomislav Nikolić, qui est président de la République depuis 2012, à l'instigation d'Aleksandar Vučić, premier vice-président du gouvernement d'Ivica Dačić et président du Parti progressiste serbe (SNS), dissout l'Assemblée et convoque des élections législatives anticipées pour le 16 mars,. La liste du parti, menée par Vučić remporte à elle seule 48,34 % des suffrages, obtenant ainsi 158 députés sur 250 à l'Assemblée nationale.
Sans étiquette politique, Srđan Verbić est approché et accepte de participer au gouvernement de la Serbie. Le 27 avril 2014, Vučić est élu par l'Assemblée président de ce gouvernement et Verbić devient ministre de l'Éducation, de la Science et du Développement technologique,,.